# Lubochnia Dworska
Lubochnia Dworska – wieś w Polsce, w województwie łódzkim, w powiecie tomaszowskim, w gminie Lubochnia.
Do 2023 miejscowość była częścią wsi Lubochnia.
W miejscowości gmina utworzyła sołectwo Lubochnia Dworska. Urząd Gminy Lubochnia znajduje się na terenie Lubochni Dworskiej.
W latach 1975–1998 miejscowość należała administracyjnie do województwa piotrkowskiego.